# Шлях мерця
«Шлях мерця» — український горор-фільм режисера Георгія Фоміна.
Вихід в український прокат стрічки ще не заявлено.

## Сюжет
У центрі сюжету — пригода з актором театру і кіно Миколою Вереснем (у ролі самого себе), який випадково отримує таємничу валізку-дипломат, і через це на нього, залучаючи загони спецпризначення, починає полювати міністр внутрішніх справ на прізвище Бармалаєв. Історія перестрибує в часі та просторі, поки не стає зрозуміло, що Микола Вересень загинув на знімальному майданчику фільму про Івана Грозного, і тепер чорти, які думають, що він і є Грозний, намагаються всіма можливими способами затягти його до пекла. Далі за сценарієм з'являються менти-вампіри у ролі чортів, гуцули-пияки яко ангели й інші містичні істоти та щонайрізніші поторочі посей- та потойбічної реальностей…

## Виробництво

### Кошторис
Фільм було представлено у грудні 2012 року на четвертому пітчингу Держкіно. Тоді заявлений бюджет був приблизно ₴18 млн. (1,8 млн євро). У 2019 році Держкіно повідомило що кінцевий кошторис фільму склав ₴17,3 млн, з них частка Держкіно становила ₴8,7 млн.

### Фільмування
Зйомки мали розпочатися восени 2013 року в Івано-Франківську, Карпатах та Києві. Виробництво завершилося у лютому 2019 року, коли творці здали готову стрічку Держкіно.

## Реліз
Реліз фільму неодноразово переносився. Планувалося що фільм вийде в український кінопрокат у 2018 році але цього не сталося.
Станом на 2020 рік вихід в український прокат стрічки ще не заявлено.